# Fernando Roese
Fernando Roese (ur. 24 sierpnia 1965 w Novo Hamburgo) – brazylijski tenisista, reprezentant w Pucharze Davisa.

## Kariera tenisowa
Jako zawodowy tenisista występował w latach 1982–1994.
W grze pojedynczej osiągnął 1 finał o randze ATP World Tour, w 1991 roku w Guaruji.
W grze podwójnej Roese zwyciężył w 1 turnieju ATP World Tour, w 1990 roku w Itaparicy w parze z Maurem Meneze'em. W 1984 roku był w finale w Båstad razem z Juanem Avendañem, a w 1990 roku w Rio de Janeiro, wspólnie z Nelsonem Aertsem.
W latach 1982, 1990–1996 reprezentował Brazylię w Pucharze Davisa i miał swój udział w największym sukcesie Brazylii w tych rozgrywkach, półfinale w 1992 roku. Zagrał łącznie w 15 meczach, z których w 6 wygrał.
W rankingu gry pojedynczej Roese najwyżej był na 92. miejscu (27 stycznia 1992), a w klasyfikacji gry podwójnej na 81. pozycji (16 kwietnia 1990).

### Finały w turniejach ATP World Tour
| Nazwa                        |
| ---------------------------- |
| Wielki Szlem                 |
| Igrzyska olimpijskie         |
| ATP Tour World Championships |
| ATP Masters Series           |
| ATP Championship Series      |
| ATP World Series             |

#### Gra pojedyncza (0–1)
| Końcowy wynik | Nr | Data           | Turniej | Nawierzchnia | Przeciwnik   | Wynik finału |
| ------------- | -- | -------------- | ------- | ------------ | ------------ | ------------ |
| Finalista     | 1. | 10 lutego 1991 | Guarujá | Twarda       | Patrick Baur | 2:6, 3:6     |

#### Gra podwójna (1–2)
| Końcowy wynik | Nr | Data              | Turniej        | Nawierzchnia | Partner       | Przeciwnicy                           | Wynik finału |
| ------------- | -- | ----------------- | -------------- | ------------ | ------------- | ------------------------------------- | ------------ |
| Finalista     | 1. | 22 lipca 1984     | Båstad         | Ceglana      | Juan Avendaño | Jan Gunnarsson Michael Mortensen      | 0:6, 0:6     |
| Finalista     | 2. | 8 kwietnia 1990   | Rio de Janeiro | Dywanowa     | Nelson Aerts  | Brian Garrow Sven Salumaa             | 5:7, 3:6     |
| Zwycięzca     | 1. | 11 listopada 1990 | Itaparica      | Twarda       | Mauro Meneze  | Tomás Carbonell Marcos Aurelio Górriz | 7:6, 7:5     |